# Paul Schwingenschlögl
Paul Schwingenschlögl (* 1958 in Wien) ist ein österreichischer Musiker (Trompete, Flügelhorn, Klavier) und Komponist, der am Schnittpunkt von improvisierter Musik, Avantgarde Rock und Weltmusik tätig ist.
Im Laufe seiner Karriere bewies er  sein Talent in vielen Bereichen: er komponierte für Theater, Film, zeitgenössische Musik und modernen Jazz. Seit seinem Beginn als Profimusiker im Jahr 1986 konzertierte er in zahlreichen europäischen Ländern (Ungarn, Dänemark, Schweiz, Niederlande, Österreich, Frankreich, Spanien, Italien, Polen, Finnland) und Usbekistan. Er arbeitete mit renommierten Jazzmusikern wie Gil Evans, Lew Soloff, George Adams, Louis Sclavis, Johannes Bauer, Joachim Kühn, E.-L. Petrowsky, Uli Gumpert, Joe Sachse, Klaus Koch, Misha Mengelberg, John Surman, Lol Coxhil und spielte mit Musikern aus Westafrika, Ägypten, der Türkei, Japan und Indien bei Weltmusik-Festivals in Amsterdam, Paris, Berlin und Barcelona.
Neben Radio-Liveaufnahmen für deutsche, französische und österreichische Rundfunkstationen nahm er im Lauf seiner Karriere zahlreiche Alben und CDs auf. Er arbeitete auch als Theatermusiker mit verschiedenen Ensembles wie z. B. ZATA Theater, Theater Morgenstern, Musiker bei der Produktion „Black Rider“ am Landestheater Neustrelitz. Des Weiteren wirkte er als Kleindarsteller bei Film- und Fernsehproduktionen mit. 2013 tourte er in Indien mit der Band „Chronic Blues Circus“.

## Auszeichnungen
- Kompositionspreis des Landes Niederösterreich 1985
- Studiopreis des Senats für kulturelle Angelegenheiten von Berlin 1989
- Kompositionsstipendium des Senats für kulturelle Angelegenheiten von Berlin 1996
- Studiopreis des Senats für kulturelle Angelegenheiten von Berlin 1999

## Diskografie
- Kontrom: Grenzenlos (Extraplatte, 1989)
- Koch.Drees.Hübner.Schwingenschlögl: Ostkreuz (Blue Song, 1991)
- Manfred Schulze Bläser Quintett: Konzertino (FMP, 1995)
- Takabanda: Ora Imprecisa (yvp, 1996)
- Takabanda: La leggenda del pescatore (JazzForever, 2001)
- African Chase Experience: Adouna (Bolibana, 2004)
- Takabanda X: Fructus Spiritus (Konnex, 2007)
- Abrasaz: Biraminket (jazzwerkstatt 045, 2008)
- Manfred Schulze Bläser Quintett: Choralkonzert (FMP, 2010)
- Schwingenschlögl. Gallina. Nemesi: Hang Caravan (morgenland, 2012)
- Chora(s)san Time-Court Mirage: Live at Issue Project Room (Imprec, 2014)
- The Malcolm Lowry Project: Songs Between Heaven and Hell (2017)
- Plejaden*Suite (Unit, 2019)